# Кроминская (Каргопольский район)
Кроминская — деревня в Каргопольском районе Архангельской области России. Входит в состав муниципального образования «Ошевенское».

## История
В «Списке населенных мест Российской империи», изданном в 1879 году, населённый пункт упомянут как деревня Кроминская Каргопольского уезда (1-го стана), при колодцах, расположенная в 31,5 версте от уездного города Каргополь. В деревне насчитывалось 52 двора и проживало 342 человека (166 мужчин и 166 женщин). Функционировали православная часовня и шесть кожевенных заведений.

В 1905 году население деревни составляло 419 человек (201 мужчина и 218 женщина). Насчитывалось 65 дворов и 75 семей. Имелся скот: 78 лошадей, 45 коров и 224 головы прочего скота. В административно-территориальном отношении село входило в состав  Речно-Георгиевского общества Нифантовской волости Каргопольского уезда.

В 1929—1975 годах деревня входила в состав Поздышевского сельсовета. С 1975 является частью Ошевенского сельсовета.

## География
Деревня находится в юго-западной части Архангельской области, вблизи левого берега реки Чурьега, на расстоянии примерно 29 километров (по прямой) к северо-северо-западу (NNW) от города Каргополь, административного центра района. Абсолютная высота — 252 метра над уровнем моря.

### Часовой пояс
Кроминская, как и вся Архангельская область, находится в часовой зоне МСК (московское время). Смещение применяемого времени относительно UTC составляет +3:00.

## Население
| 2002 | 2010 | 2012 |
| ---- | ---- | ---- |
| 30   | ↘8   | ↘4   |

Национальный состав
Согласно результатам переписи 2002 года, в национальной структуре населения русские составляли 100 %.